# カルバートソン (小惑星)
カルバートソン（カルバートソン、26990 Culbertson）は小惑星帯に位置する小惑星。
「埼玉県」のアマチュア天文家、佐藤直人が1997年に秩父市で発見した。
NASA教育プログラムARISSスクールコンタクトで日本と初めてアマチュア無線交信をした、NASA 宇宙飛行士 W:Frank L. Culbertson, Jr.(b.1949-) からの命名。
ARISS (Amateur Radio on the International Space Station) とは、地上の小中学生らが国際宇宙ステーションと直接交信するARISSスクールコンタクトプロジェクトのことで、日本の小中学生が埼玉県入間市児童センターで2001年11月23日（金）午後10時31分から約10分間の無線交信に成功した。